# Fokas
Fokas (latinsko Focas, grško Φωκάς, Phōkás) je bil od leta 602 do 610 cesar Bizantinskega cesarstva, * 547, Trakija ali Kapadokija, † 5. oktober 610, Konstantinopel. 
Fokas je bil srednje rangiran častnik v bizantinski vojski in zaslovel kot glasnik nezadovoljnih vojakov v njihovih sporih z dvorom cesarja Mavricija. Ko se je vojska leta 602 uprla, se je Fokas pojavil kot naravni vodja upora. Upor se je izkazal za uspešnega in privedel do zavzetja Konstantinopla, strmoglavljenja cesarja Mavricija 23. novembra 602 in razglasitve Fokasa za novega cesarja. 
Konstantinopelska elita cesarju ni zaupala. Zanjo je bil uzurpator in provincialni neotesanec.  Svoj režim je zato skušal utrditi s sorodniki, ki jih je postavil na visoke vojaške in upravne položaje. Po prihodu na oblast se je takoj soočil s številnimi domačimi in tujimi izzivi, na katere se ni odzval uspešno. Z domačo opozicijo se je spopadal z vse večjo brezobzirnostjo, ki je odtujila celo nekatere člane lastne družine. Cesarstvo je bilo ogroženo na več mejah. Avari in Slovani so obnovili svoje uničevalne napade na Balkan, Sasanidi pa so začeli množično invazijo na vzhodne province. Nazadnje se je uprl  tudi afriški ekzarh Heraklij starejši in pridobil široko podporo po vsem cesarstvu. Fokas je poskušal upor zadušiti z obmejnimi četami, kar pa je omogočilo tujim napadalcem, da so vdrli v osrčje cesarstva. Heraklij, sin Heraklija starejšega, je 5. oktobra 610 uspel zavzeti Konstantinopel. Še isti dan je ukazal usmrtiti Fokasa in se zatem razglasil za cesarja. 
Ohranjeni viri so na splošno izjemno sovražni do Fokasa. Opisan je kot nesposoben tiran in uzurpator, ki je brutalno počistil vso resnično in domnevno opozicijo in pustil meje cesarstva široko odprte za tujo agresijo. Verodostojnost teh virov je težko preveriti, saj so imeli cesarji iz Heraklijeve dinastije, ki so nasledili Fokasa, velik interes, da bi očrnili njegov ugled. 

## Življenje

### Zgodnje življenje
Fokas je bil rojen verjetno leta 547. On in njegova družina so bili verjetno traško-rimskega ali kapadoškega porekla. Fokasovo življenje pred njegovo uzurpacijo bizantinskega prestola  je nejasno, vendar je znano, da je služil kot nižji častnik cesarja Mavricija. 

### Uzurpacija prestola
Leta 602 se je bizantinska vojska uprla cesarju Mavriciju, predvsem zaradi izčrpanosti in ogorčenja zaradi ukaza o nadaljevanju vojne severno od Donave pozimi, pa tudi zaradi predhodnega znižanja plač. Vojska je Fokasa, ki je bil takrat centurion, razglasila za novega cesarja in ga dvignila na ščit, kot je tradicionalno razglašala nove cesarje. 23. novembra 602 je Fokasa okronal patriarh Ciriak v cerkvi Janeza Krstnika v Hebdomonu. Dva dni pozneje, 25. novembra, je Fokas vstopil v Konstantinopel.
Mavricij in njegova sinova Teodozij in Tiberij so pobegnili iz mesta, vendar so jih kmalu zatem ujeli in usmrtili. Mavricijevo ženo in hčerke so zaprli v samostan Nea Metanoia in zatem ubili.

### Zunanji konflikti
Fokasov položaj je kljub temu  ostal negotov, zato je svojo energijo posvetil čiščenju sovražnikov in uničevanju zarot. Zaradi vsega tega in odpora po vsem Bizantinskem cesarstvu, se ni mogel soočiti z napadi tujcev na mejah cesarstva. Avari in Slovani so stalno napadali balkanske province cesarstva, Sasanidi pa so vdrli v vzhodne province.  
Ker so Bizantinci večino svojih sil zaradi vdora Perzijcev premestili na vzhodno fronto, je Avarom uspelo zavzeti ves Balkan severno od Soluna. Prebivalce krščanskih mest so pobili ali ujeli. 
Sasanidski Perzijci so do Mavricijeve smrti spoštovali mirovni sporazum, ki so ga z njim sklenili leta 591, po njegovi usmrtitvi pa so leta 603 vdrli v Bizantinsko cesarstvo. Hitro so zavzeli vzhodne province in dosegli, da je Nars, magister militum per Orientem, prestopil na njihovo stran. Fokas je Narsu obljubil varnost in ga povabil v Konstantinopel, po njegovem prihodu pa ga dal živega sežgati. Do leta 607 so Perzijci zasedli celo Mezopotamijo, Sirijo in večino Anatolije  vse do Bosporja. Do prebivalcev so se obnašali zelo kruto.

### Uprava
Fokas ni obvladoval niti državne uprave niti vojske.  Zaradi nezaupanja do pretežnega dela konstantinopelske elite, s katero ni imel pred prihodom na prestol  nobenih povezav, je visoke vojaške položaje pogosto zasedel s svojimi sorodniki. Svojega brata Domenciola je leta 603 imenoval za magistra officiorum in leta 604 nečaka Domenciola za magistra militum per Orientem. Okoli leta 610 je za  magistra militum per Orientem imenoval svojega brata  Komenciola. Vsi trije so mu ostali zvesti, dokler jih ni Heraklij ubil.  Leta 603 je imenoval svojega zeta Priska  za comesa excubitorum, poveljnika ekskubitorjev.

### Italijanska politika
Med Fokasovo vladavino je bila bizantinska Italija pod nenehnimi napadi Langobardov, vendar je bila zaradi drugih težav deležna zelo malo pomoči. V celotnem obdobju Fokasove vladavine je bil edina javna zgradba, zgrajena z davki v mestu Rimu, Fokasov kip, postavljen leta 608.
Rimski škof Gregor Veliki je Foksa kljub temu  hvalil kot obnovitelja svobode, pobožnega in milostnega gospoda, njegovo ženo, cesarico  Leontijo pa je primerjal z Marcijanovo ženo Pulherijo, ki jo je kalcedonski koncil imenoval "nova Helena". Ko sta maja 603 v Rim prispela portreta cesarskega para, ju je papež ukazal postaviti v oratorij v cesarski palači na Palatinu.
V tistem času je bila za imenovanje novega papeža potrebna cesarjeva odobritev.  Po smrti papeža Sabinijana leta 606 je bilo imeovanje novega odloženo za eno leto, ker se je cesar ukvarjal z ubijanjem nasprotnikov, ki so ogrožali njegovo oblast. Fokas je leta 607 končno odobril papeža Bonifacija III. In Rim razglasil za "glavo vseh cerkva". Kmalu zatem je dal postaviti svoj pozlačen kip na monumentalni steber na rimskem forumu, zdaj znan kot Fokasov steber. 

## Opomba
1. ↑  Njegovo ime se včasih omenja kot Flavij Nikifor Fokas,[1] vendar to ni potrjeno z drugimi viri in je morda posledica zamenjave s poznejšim Nikiforjem II. Fokasom.